# Terawan Agus Putranto
Terawan Agus Putranto (ur. 5 sierpnia 1964 w Yogyakarcie) – indonezyjski lekarz; minister zdrowia Indonezji w okresie od 23 października 2019 r. do 23 grudnia 2020 r.